# Scattering

Un raggio di luce colpisce una particella e viene diffuso in tutte le direzioni

In fisica, con scattering (lett. "sparpagliamento"; in italiano dispersione o diffusione - da non confondere con la diffusione di materia) si indica un'ampia classe di fenomeni di interazione radiazione-materia in cui onde o particelle vengono deflesse (ovvero cambiano traiettoria) a causa della collisione con altre particelle o onde.
La deflessione avviene in maniera disordinata e in buona misura casuale, e per questo la diffusione si distingue dalla riflessione e dalla rifrazione, che invece cambiano le traiettorie in maniera regolare e determinata.
Sono considerati processi di scattering solo le interazioni elastiche o quasi elastiche, che cioè non comportino rilevanti cessioni o guadagni di energia; la diffusione o dispersione non hanno nulla a che fare con la diffusione termica (moto casuale di particelle microscopiche) o con la dispersione cromatica (separazione della luce nei suoi vari colori).

## Descrizione
In ottica la diffusione rientra nei fenomeni di interazione radiazione-materia ed è di solito riferito alla dispersione della luce da parte di oggetti più o meno microscopici come le particelle colloidali in liquidi o i solidi polverizzati o il pulviscolo o le molecole dell'atmosfera.
Un esempio molto comune di diffusione della luce (scattering di Rayleigh) è dato dal colore blu del cielo: la luce (bianca) del sole incide sull'atmosfera terrestre, le cui molecole diffondono con più facilità le frequenze più alte (ovvero i colori più vicini al blu e al violetto); di conseguenza, mentre il grosso della luce ci arriva direttamente dal sole, la luce blu diffusa ci proviene da tutte le direzioni. E il sole che, quasi per definizione, dovrebbe essere perfettamente bianco, ci appare giallastro, perché gli è stata sottratta un po' di luce blu.
Un altro esempio tipico è il colore bianco del latte o della farina o delle nuvole: in questo caso le particelle del latte o della farina, o le goccioline d'acqua delle nuvole, diffondono uniformemente tutte le frequenze e, siccome il processo si ripete moltissime volte all'interno del mezzo, la direzione di provenienza della luce non è più riconoscibile e il mezzo assume un colore bianco.
Ma la diffusione che ci è di gran lunga più familiare è la riflessione diffusa che viene dalla superficie dei solidi che influenza quasi tutto ciò che noi vediamo quotidianamente. Tranne gli oggetti riflettenti e quelli trasparenti (o comunque "limpidi", anche se colorati), come vetri, specchi, liquidi limpidi, metalli lucidati, tutte le altre cose "opache" mandano al nostro occhio quasi solo luce diffusa, bianca, grigia o colorata a seconda se sulla loro superficie la luce incidente è stata solo dispersa o anche assorbita più o meno selettivamente. Possiamo anzi dire che se non ci fosse la diffusione l'aspetto del mondo sarebbe completamente diverso, e ci sembrerebbe di vivere in un gigantesco magazzino di cristallerie, sia pure con parecchi oggetti neri e qualche vetro colorato.

## Aspetti teorici
La teoria che sta alla base degli esperimenti con una diffusione finale si basa sul calcolo della sezione d'urto, una misura dell'area coperta dalle particelle presenti nello stato finale (le particelle deflesse o sparpagliate). Una sua semplice definizione è il rapporto tra il numero di particelle che vengono deviate nell'angolo solido {\displaystyle \operatorname {d} \!\Omega } in un secondo e il numero di particelle che in 1 secondo attraversano l'unità di superficie.
Detto {\displaystyle b} il parametro d'impatto (le dimensioni del bersaglio o il raggio dell'interazione studiata), un buon modo di vedere la sezione d'urto è uguagliare la superficie a disposizione del fascio prima e dopo l'impatto:
{\displaystyle b\operatorname {d} \!b\operatorname {d} \!\varphi =\sigma (\theta ,\varphi )\operatorname {d} \!\Omega (\theta ,\varphi )}
dove {\displaystyle \Omega } è l'angolo solido, {\displaystyle \theta } l'angolo rispetto alla direzione di moto del fascio, {\displaystyle \varphi } quello sul piano {\displaystyle xy}, {\displaystyle \sigma } la sezione d'urto, funzione degli angoli {\displaystyle \theta } e {\displaystyle \varphi }.
Un semplice esempio di diffusione può essere l'urto contro una sfera rigida. In questo caso il parametro d'impatto sarà:
{\displaystyle b(\theta )=R\cos {\frac {\theta }{2}}}
dove {\displaystyle R} è il raggio della sfera.
Ora, poiché la simmetria è sferica, la prima equazione si riduce a:
{\displaystyle b\operatorname {d} \!b=\sigma (\theta )\sin \theta \operatorname {d} \!\theta }
È semplice, quindi, calcolare la sezione d'urto angolare:
{\displaystyle \sigma (\theta )={\frac {1}{4}}R^{2}}
e da questa la sezione d'urto totale:
{\displaystyle \sigma _{tot}=\pi R^{2}}

### L'approccio quantistico
La sezione d'urto, però, può essere calcolata anche e soprattutto utilizzando la meccanica quantistica. In questo caso ci si dovrà dimenticare del parametro d'impatto, essendo legato al concetto di traiettoria, non sempre definibile in quantistica. Da un punto di vista operazionale, bisogna innanzitutto saper distinguere un caso in cui può essere applicato l'approccio classico fin qui visto da uno in cui è necessario applicare l'approccio quantistico. Il discriminante è, giustamente, l'energia, e più precisamente si distingue tra le basse energie, in cui va bene il regime classico (ottica fisica, ovvero la lunghezza d'onda di De Broglie della particella incidente {\displaystyle \lambda \gg L} dimensioni della targhetta), mentre alle alte energie si applicherà il regime quantistico (ottica geometrica, {\displaystyle \lambda \ll L}).
Per rappresentare i fasci di particelle bisogna, necessariamente, utilizzare le cosiddette funzioni d'onda. Il fascio incidente, ad esempio, può essere caratterizzato da una funzione del tipo onda piana:
{\displaystyle u_{k}({\vec {x}})=c\operatorname {e} ^{i{\vec {k}}\cdot {\vec {x}}}}
Per il fascio deflesso si utilizzerà un'onda sferica:
{\displaystyle u_{k}=cf(\theta ,\varphi ){\frac {\operatorname {e} ^{ik\cdot r}}{r}}}.
La funzione d'onda complessiva risulta quindi:
{\displaystyle u_{k}({\vec {x}})=c\left[\operatorname {e} ^{ik\cdot z}+f(\theta ,\varphi ){\frac {\operatorname {e} ^{ik\cdot r}}{r}}\right]}
dove si è scelto di chiamare {\displaystyle z} la direzione privilegiata, ovvero quella lungo il quale si svolge l'urto (la direzione del fascio incidente).
Questa funzione è la soluzione asintotica dell'equazione di Schrödinger, ovvero fotografa la situazione molto prima e molto dopo l'urto. L'informazione su quest'ultimo sarà contenuta all'interno dell'ampiezza di scattering {\displaystyle \operatorname {f} (\theta ,\varphi )}.
Innanzitutto è bene sapere che le funzioni d'onda possono essere descritte attraverso alcuni numeri quantici, tra cui il numero quantico azimutale {\displaystyle l}, che può assumere solo valori interi positivi. Per scrivere la sezione d'urto, però, è più che sufficiente fermarsi allo sviluppo in onda S, ovvero con {\displaystyle l=0}. In questo caso la funzione d'onda totale risulta essere:
{\displaystyle u_{k}(r)=c\left[{\frac {S\operatorname {e} ^{ik\cdot r}-\operatorname {e} ^{-ik\cdot r}}{2ikr}}\right]}
dove
{\displaystyle S=1+2ikf}
Ora, poiché in onda S una possibile funzione totale soluzione dell'equazione di Schrödinger libera è l'armonica sferica
{\displaystyle \psi (r)={\frac {1}{\sqrt {4\pi }}}{\frac {2\pi }{ikr}}\left(\operatorname {e} ^{ik\cdot r}-\operatorname {e} ^{-ik\cdot r}\right)},
si può tranquillamente affermare che mentre la parte entrante (con il segno {\displaystyle -}) rimane invariata, quella uscente viene alterata di un vettore {\displaystyle S}, comunemente detto matrice S, poiché in problemi d'urto complessi diventa una matrice. Tra le proprietà di {\displaystyle S} c'è che il suo quadrato vale l'identità e poi risulta essere unitaria.
Ora, dall'equazione di continuità, posta nulla la variazione di densità di carica nel tempo, si ottiene che il flusso di corrente è pari a:
{\displaystyle {\frac {|S|^{2}-1}{-2ikr^{2}}}}
e poiché la divergenza di quest'ultima è nulla, si ricava proprio la prima proprietà della S, che può così essere scritta come fattore di fase:
{\displaystyle \ S=e^{2i\delta }}
ottenendo come risultato della collisione uno spostamento di fase.
Manipolando, quindi, la {\displaystyle u_{k}} si ottiene per il fattore {\displaystyle \operatorname {f} } una semplice espressione dipendente da {\displaystyle \delta }:
{\displaystyle u_{k}(r)=c\left[{\frac {\operatorname {e} ^{ik\cdot r}-\operatorname {e} ^{-ik\cdot r}}{2ikr}}+\left({\frac {\operatorname {e} ^{2i\delta }-1}{2ik}}\right){\frac {\operatorname {e} ^{ikr}}{r}}\right]}
e quindi
{\displaystyle f={\frac {\operatorname {e} ^{2i\delta }-1}{2ik}}={\frac {\operatorname {e} ^{i\delta }}{k}}\sin \delta }.
La sezione d'urto totale quantistica, integrando sull'angolo solido {\displaystyle \Omega }, risulta essere semplicemente:
{\displaystyle \sigma _{tot}=\int |f|^{2}\operatorname {d} \!\Omega =4\pi {\frac {\sin ^{2}\delta }{k^{2}}}}

### Esempio di diffusione
Diffusione degli elettroni nell'atmosfera
Si prenda come esempio un elettrone, e si ipotizzi l'azione di un campo elettrico {\displaystyle \mathbf {E} } non polarizzato, come quello della normale luce solare. Sull'elettrone è presente una forza {\displaystyle \mathbf {F} } dovuta a {\displaystyle \mathbf {E} }, una reazione uguale e opposta dovuta all'attrazione del nucleo, e un certo coefficiente di smorzamento {\displaystyle \gamma }. Si ha anche una forza dovuta al campo magnetico, ma la sua intensità, essendo {\displaystyle \mathbf {B} ={\tfrac {\operatorname {e} ^{i\varphi }\varepsilon _{0}}{c^{2}}}\mathbf {E} }, risulta piccola ed è possibile trascurarla in prima approssimazione. Si ottiene dunque il moto di un oscillatore forzato con smorzamento: se si pone {\displaystyle k=\gamma m}, per la frequenza di risonanza si ha:
{\displaystyle \omega _{0}={\sqrt {\frac {k}{m}}}}
e pertanto si ottiene
{\displaystyle {\frac {\partial ^{2}x}{\partial t^{2}}}+\gamma {\frac {\partial x}{\partial t}}+\omega _{0}^{2}x={\frac {F}{m}}},
dove {\displaystyle \mathbf {F} =q_{e}(\mathbf {E} +\mathbf {v} \times \mathbf {B} )} e {\displaystyle q_{e}} è la carica dell'elettrone.
Si prenda {\displaystyle F} come la parte reale di {\displaystyle \mathbf {F} e^{i\omega t}} e {\displaystyle x} come parte reale di {\displaystyle \mathbf {x} e^{i\omega t}}, e si sostituisca, dividendo per {\displaystyle e^{i\omega t}}: si ottiene la soluzione della seguente equazione differenziale:
{\displaystyle {\vec {x}}={\frac {q_{e}{\vec {E}}}{m_{e}(\omega _{0}^{2}-\omega ^{2}+i\omega \gamma )}}}
dove {\displaystyle \omega } è la frequenza del campo elettrico e {\displaystyle \omega _{0}} la frequenza di risonanza dell'elettrone.
Se {\displaystyle \mathbf {F} =F_{0}\cos(\omega t+\Delta )}, la {\displaystyle \mathbf {x} } avrà un ulteriore sfasamento {\displaystyle \theta }, la cui tangente è
{\displaystyle \tan \theta =-{\frac {\gamma \omega }{\omega _{0}^{2}-\omega ^{2}}}}
È possibile ora ignorare lo sfasamento in quanto si andrà a utilizzare solo la media dello spostamento.
In generale, però, un elettrone o qualsiasi altra particella avrà più di un singolo modo di oscillazione, quindi si avrà in realtà una serie di modi di oscillazione. Il modo {\displaystyle k-}esimo sarà dunque:
{\displaystyle {\vec {x}}_{k}={\frac {q_{e}f_{k}{\vec {E}}}{m_{e}(\omega _{k}^{2}-\omega ^{2}+i\omega \gamma _{k})}}}
dove {\displaystyle f_{k}} è una costante di proporzionalità, inferiore a {\displaystyle 1}, per il modo di oscillazione.
Si consideri ora l'energia irradiata da un elettrone che oscilla. Il campo elettrico a un angolo {\displaystyle \phi } rispetto all'asse di oscillazione, a distanza {\displaystyle r}, dipenderà dal tempo e dalla posizione ritardata della carica, in quanto l'effetto della carica si propaga a velocità {\displaystyle c}. Risulta allora:
{\displaystyle E(r,t)=-qa\left(t-{\frac {r}{c}}\right){\frac {1}{4\pi \varepsilon _{0}c^{2}r}}\sin \phi }
dove {\displaystyle \varepsilon _{0}} è la costante dielettrica del vuoto, e {\displaystyle c} la velocità della luce.
La potenza irradiata lungo l'angolo {\displaystyle \phi } a distanza {\displaystyle r} è {\displaystyle \varepsilon _{0}cE^{2}(r,t)}, ossia
{\displaystyle P_{irr}(\phi )={\frac {q_{e}^{2}a^{2}(t-{\frac {r}{c}})\sin ^{2}\phi }{16\pi ^{2}\varepsilon _{0}c^{3}r^{2}}}}
Per una variazione {\displaystyle d\phi } su una superficie sferica di raggio {\displaystyle r}, il settore di superficie sferica è {\displaystyle dA=2\pi r^{2}\sin \phi d\phi }; l'energia irradiata su {\displaystyle dA} è {\displaystyle P(\phi )dA}. Integrando sulla superficie si ottiene:
{\displaystyle P_{irr}(r,t)={\frac {q_{e}^{2}a^{2}(t-{\frac {r}{c}})}{8\pi \varepsilon _{0}c^{3}}}\int _{0}^{\pi }(\cos ^{2}\phi -1)d(\cos \phi )}
L'integrale vale {\displaystyle {\frac {4}{3}}} e quindi:
{\displaystyle P_{irr}(r,t)={\frac {q_{e}^{2}a^{2}(t-{\frac {r}{c}})}{6\pi \varepsilon _{0}c^{3}}}}.
Se si deriva due volte rispetto al tempo la {\displaystyle \mathbf {x} } ricavata sopra, si ottiene:
{\displaystyle {\vec {a}}=-\omega ^{2}{\vec {x}}}
Il valore medio del quadrato del coseno su un periodo vale {\displaystyle {\tfrac {1}{2}}}, come si può anche vedere disegnando la funzione {\displaystyle y=\cos ^{2}x} e notando che è simmetrica rispetto alle rette {\displaystyle y={\tfrac {1}{2}}} e {\displaystyle x=\pi }. La potenza media su un ciclo irradiata su una superficie unitaria sarà allora:
{\displaystyle (1)\,\,\,P_{media}={\frac {q_{e}^{4}E_{0}}{12\pi \varepsilon _{0}c^{3}}}{\frac {w^{4}f_{k}^{2}}{m_{e}^{2}(\omega _{k}^{2}-\omega ^{2})^{2}+\omega ^{2}\gamma _{k}^{2}}}}
Ora si analizza se è possibile trovare un'altra relazione per la potenza. Per la definizione di sezione d'urto si ha che
{\displaystyle (2)\,\,\,P_{irr}=\sigma _{s}U_{incidente}},
dove {\displaystyle U_{incidente}} è la densità di energia incidente e {\displaystyle \sigma _{s}} la sezione d'urto.
Ora, considerando il raggio classico dell'elettrone
{\displaystyle r_{0}={\frac {e^{2}}{m_{e}c^{2}}}}
e posto
{\displaystyle e^{2}={\frac {q_{e}^{2}}{4\pi \varepsilon _{0}}}},
sostituendo nella (1) e sommando su tutti i modi di oscillazione si ottiene:
{\displaystyle P_{irr}={\frac {4\pi \varepsilon _{0}cr_{0}^{2}}{3}}E_{0}^{2}\sum _{k}{\frac {\omega ^{4}f_{k}^{2}}{[(\omega ^{2}-\omega _{k}^{2})^{2}+\gamma _{k}^{2}\omega ^{2}]}}}.
Se si considera il vettore di Poynting, la densità di energia di un campo elettrico incidente è:
{\displaystyle U={\frac {1}{2}}\varepsilon _{0}cE_{0}^{2}}.
Sostituendo questo valore nella (2) si ottiene
{\displaystyle \sigma _{s}={\frac {8\pi r_{0}^{2}}{3}}\sum _{k}{\frac {\omega ^{4}f_{k}^{2}}{[(\omega ^{2}-\omega _{k}^{2})^{2}+\gamma _{k}^{2}\omega ^{2}]}}}.
Questo risultato è valido per i modi di oscillazione per un singolo elettrone. Facendo la media pesata di tutti i tipi di atomi presenti nell'atmosfera, è possibile ottenere la diffusione totale dell'atmosfera.

## Tipi di diffusione

### Diffusione di Rayleigh
Le equazioni che descrivono la diffusione sono molto complesse e, specialmente quando questo fenomeno si ripete molte volte, impossibili da risolvere esattamente nel caso generale.
Una soluzione approssimata molto usata è quella detta di Rayleigh:
nel caso in cui le particelle responsabili della diffusione abbiano dimensioni molto minori della lunghezza d'onda della luce incidente, la dispersione della luce è isotropa e il coefficiente di diffusione è dato dalla formula:
{\displaystyle k_{s}={\frac {2\pi ^{6}}{3}}n\left({\frac {m^{2}-1}{m^{2}+2}}\right)^{2}{\frac {d^{5}}{\lambda ^{4}}}}
dove {\displaystyle n} è il numero di centri di diffusione presenti, {\displaystyle d} il loro diametro, {\displaystyle m} il loro indice di rifrazione e {\displaystyle \lambda } la lunghezza d'onda della luce incidente.

### Diffusione di Mie
Nel caso in cui le particelle responsabili della diffusione della luce siano sfere perfette esiste una soluzione matematicamente rigorosa per le equazioni che regolano la diffusione singola detta soluzione di Mie dal nome dello scopritore Gustav Mie, che spiegò anche l'effetto Tyndall.

### Diffusione Compton
Osservato per la prima volta da Arthur Compton nel 1922, divenne ben presto uno dei risultati sperimentali decisivi in favore della descrizione quantistica della radiazione elettromagnetica. Compton osservò che la radiazione elettromagnetica di alta frequenza (fra gli 0,5 e i 3,5 MeV) che attraversa un bersaglio subisce un aumento di lunghezza d'onda (ossia 'vira' verso il rosso), in misura diversa a seconda dell'angolo di cui viene deflessa la sua direzione di propagazione.
Il cosiddetto effetto Compton può essere spiegato semplicemente se, adottando l'ipotesi dei quanti di luce di Einstein, si pensa alla radiazione elettromagnetica come composta di fotoni che perdono energia nell'urto contro gli elettroni. Questa spiegazione contraddice, apparentemente, la teoria ondulatoria della luce, che sulla base delle equazioni di Maxwell dà conto degli effetti di interferenza. La soluzione del paradosso sta nell'introduzione di una teoria quantistica della radiazione.

### Diffusione Thomson
La diffusione Thomson non lineare è una generalizzazione della diffusione Thomson, introdotta per studiare lo scattering di impulsi di raggi X ultracorti. Nella diffusione Thomson non lineare, l'intensità della diffusione dell'elettrone da parte di un fotone varia secondo l'ampiezza e la fase a cui l'elettrone vede il campo elettrico del laser impiegato.

### Diffusione di Coulomb
La diffusione coulombiana prende il suo nome dal fatto che l'unica forza che si esercita sulle particelle è la forza di Coulomb. Questo tipo di scattering è noto anche come diffusione Rutherford dal celeberrimo esperimento compiuto da Ernest Rutherford nel 1911 allorquando inviò un fascio di particelle alfa (un nucleo di elio) contro una collezione di atomi d'oro (una lamina sottile). L'idea era quella di determinare la struttura dell'atomo e capire se la sua struttura era quella supposta da Thomson (atomo senza nucleo, noto anche come atomo a panettone) o se c'era qualcosa di diverso.
In particolare, se l'atomo avesse avuto un nucleo al suo interno separato dagli elettroni esterni, allora si sarebbero dovuti osservare anche eventi, ovvero particelle, a grande angolo di deviazione. Ottenuti, effettivamente, questi risultati, il fisico neozelandese concluse allora che l'atomo era costituito da un centro piccolo ma con alta densità di carica circondato da una nuvola elettronica.

### Diffusione di Brillouin
Quando la luce propagantesi in un mezzo (aria, acqua, cristalli ecc.) trova una variazione di indice di rifrazione può subire un urto (spesso anelastico) e cambiare la propria direzione di propagazione. Questo tipo di urto è chiamata diffusione di Brillouin.

In particolare le variazioni di indice di rifrazione possono essere dovute, specialmente nei mezzi comprimibili ma anche nelle strutture cristalline, da onde di tipo meccanico che si propagano nel mezzo stesso. Dal punto di vista della meccanica quantistica questo fenomeno viene visto come un'interazione fra i fotoni che compongono la luce con i fononi che compongono l'onda meccanica.
In seguito alla diffusione di Brillouin la luce può subire uno spostamento in frequenza di alcuni GHz (shift di Brillouin).

### Effetto Raman
L'effetto Raman (dal nome del suo scopritore C.V. Raman che nel 1928 lo osservò per primo) è un esempio di diffusione anelastica, ovvero di un urto in cui le particelle che interagiscono si scambiano energia. Nella diffusione Raman un fotone incidente su una molecola può perdere energia per dare vita a un quanto di oscillazione o sottraendo energia al materiale, può annichilirne uno e cambiare così la propria frequenza.

Questo tipo di scattering è ampiamente utilizzato in chimica (spettroscopia Raman) per studiare i modi rotazionali e vibrazionali delle molecole.

## Diffusione multipla
Si definiscono fenomeni di diffusione multipla quei casi dove le particelle (o la luce) subiscono, all'interno del mezzo, un numero molto alto di eventi di diffusione. In questi casi gli effetti complessivi sono spesso dominati più da effetti di media che dalle proprietà particolare dei singoli eventi.

Un parametro fondamentale per descrivere la diffusione multipla è il cammino libero medio {\displaystyle \ell _{c}}, definito come la distanza media fra due eventi di urto successivi.
Data l'estrema complicazione matematica questi fenomeni vengono di solito trattati attraverso delle ipotesi semplificative. Nel novembre 2004, ad esempio, è stato proposto un modello che spiega la polarizzazione della luce diffusa dal cielo sereno tramite un'equazione di quarto grado, ottenuta tramite la teoria delle singolarità.

### Approssimazione di mezzo effettivo
Quando sia le dimensioni degli scatteratori sia il cammino libero medio sono molto minori della lunghezza d'onda della luce questa non è in grado di risolvere le variazioni microscopiche della polarizzabilità e quindi vede un mezzo omogeneo. In questo caso vale l'approssimazione del mezzo effettivo equivalente (EMT, Effective Medium Theory), ovvero si può pensare di sostituire al mezzo reale un mezzo omogeneo le cui caratteristiche (prima fra tutte l'indice di rifrazione) dipendono dalla media delle proprietà microscopiche del mezzo reale. Quest'approssimazione è valida in genere per i liquidi e per i solidi amorfi (vetri), che sono di solito omogenei e hanno distanze interatomiche molto minori della lunghezza d'onda della luce, e porta, come soluzione, alle ben note leggi dell'ottica geometrica. La maggior parte dei solidi, invece, sono policristallini o, se organici, sono composti di fibre o di cellule che li rendono disomogenei su una scala che, anche se è microscopica, è superiore o confrontabile con la lunghezza d'onda della luce. Questa approssimazione non è quasi mai verificata per lo scattering multiplo delle particelle perché la lunghezza d'onda di Schrödinger a esse associata è dell'ordine delle distanze interatomiche o minore.

### Approssimazione diffusiva
Quando il cammino libero medio {\displaystyle \ell _{c}} è molto maggiore della lunghezza d'onda della luce i singoli eventi di scattering possono essere considerati come indipendenti e casuali. A meno che la sezione d'urto non abbia delle divergenze (come accade ad esempio nei cristalli liquidi) il teorema del limite centrale ci dice che la sezione d'urto media vista dalla luce sarà di tipo gaussiano e quindi potremo descrivere la propagazione della luce tramite l'equazione di diffusione.

Nel caso di particelle classiche il processo diffusivo si ha come conseguenza del moto browniano che la particella segue a causa degli urti (statisticamente indipendenti) con le particelle che costituiscono il mezzo in cui si muove.

### Ottica mesoscopica
Quando il cammino libero medio {\displaystyle \ell _{c}} è confrontabile con la lunghezza d'onda della luce o delle particelle diffuse le approssimazioni discusse qui sopra non sono più valide. In questi casi gli effetti di interferenza giocano un ruolo cruciale e sorgono molti fenomeni controintuitivi e, a oggi, soggetti a un'intensa attività di ricerca.
Se la lunghezza di coerenza della luce è superiore alle dimensioni caratteristiche coinvolte nel fenomeno, come per esempio la dimensione del campione o la lunghezza del percorso della luce, allora i fenomeni di interferenza si mostrano appieno. Se inoltre le dimensioni più piccole coinvolte sono più lunghe della lunghezza d'onda della luce, allora delle proprietà microscopiche sopravvive solo la media. Quando queste due condizioni sono soddisfatte contemporaneamente, si parla di regime mesoscopico.

### Lo speckle
È un fenomeno ben noto in ottica sin dai primi studi sui laser. Illuminando con una sorgente di luce coerente, come un laser, una lastra di un materiale fortemente disperdente (in molti casi basta un foglio di carta bianca) si osserva che la luce trasmessa non è distribuita in maniera continua, come ci si aspetterebbe dal modello diffusivo, ma è composta da picchi di intensità molto grande su uno sfondo quasi nero. Questi sono l'effetto dell'interferenza fra i vari cammini che la luce può seguire all'interno del mezzo e che si sommano costruttivamente solo per alcune direzioni e non per altre.

### Il cono di retrodiffusione coerente

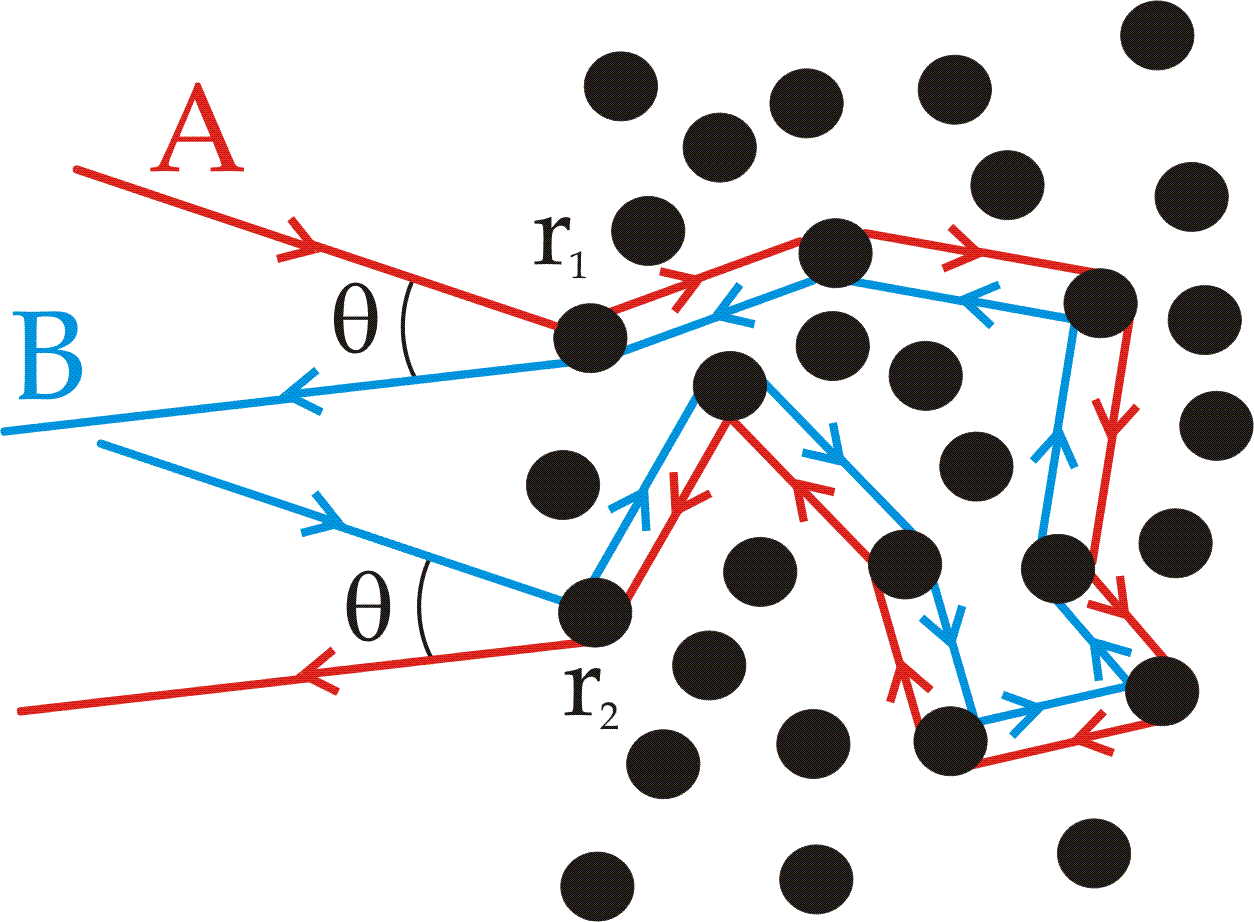
Rappresentazione schematica di due raggi (A e B) che si propagano in un mezzo disperdente. Siccome sono l'uno l'inversione temporale dell'altro subiranno la stessa variazione di fase e quindi si sommeranno costruttivamente dando origine al cono di retrodiffusione coerente.

Quando un'onda incide su un sistema disordinato e subisce un gran numero di eventi di dispersione c'è una probabilità non nulla che riemerga dalla stessa faccia del mezzo da cui è entrata (in questo caso si dice che l'onda è riflessa). Durante il percorso all'interno del mezzo quest'onda subirà una certa variazione di fase, in parte dovuta ai singoli eventi di scattering, in parte dovuta alla propagazione libera e quindi il fascio incidente e quello riflesso non avranno una relazione di fase ben definita (si dice che i due fasci non sono coerenti). Per via della simmetria per inversione temporale delle leggi fisiche che regolano lo scattering un'onda che percorresse esattamente lo stesso percorso, ma in senso contrario, subirebbe la stessa variazione di fase; questo vuol dire che le due onde che percorrono esattamente lo stesso cammino ma in senso opposto mantengono il proprio accordo di fase e quindi andranno a dare interferenza costruttiva.
Assumendo di prendere in considerazione tre punti ({\displaystyle r_{1},\,r_{2},\,r_{3}}) i possibili cammini per le onde riflesse saranno: 
{\displaystyle A(r_{1}\rightarrow r_{2}),B(r_{2}\rightarrow r_{1}),C(r_{1}\rightarrow r_{3}),D(r_{3}\rightarrow r_{1}),E(r_{2}\rightarrow r_{3}),F(r_{3}\rightarrow r_{2}).}
Simbolicamente possiamo scrivere l'intensità totale riflessa come:
{\displaystyle |A+B+C+D+E+F|^{2}=|A+B|^{2}+|C+D|^{2}+|E+F|^{2}}
{\displaystyle (A+B)(C+D)^{*}+(A+B)^{*}(C+D)+(A+B)(E+F)^{*}+(A+B)^{*}(E+F)+(C+D)(E+F)^{*}+(C+D)^{*}(E+F)}
dove {\displaystyle *} rappresenta il complesso coniugato.
I termini misti del tipo {\displaystyle (...)(...)^{*}} rappresentano la parte di interferenza casuale dovuta alla particolare realizzazione del disordine nel campione e alla scelta arbitraria dei punti e dà luogo allo speckle. Questi termini si annullano se facciamo una media su tutte le possibili configurazioni del sistema. Al contrario i termini del tipo {\displaystyle |...|^{2}} danno sempre luogo a interferenza costruttiva per ogni configurazione. Ricordandosi che all'interno del mezzo i due fasci subiranno la stessa variazione di fase è facile vedere che se {\displaystyle A} e {\displaystyle B} hanno la stessa ampiezza in entrata (ovvero provengono dalla stessa sorgente) si può scrivere
{\displaystyle |A+B|^{2}=|A|^{2}+|B|^{2}+AB^{\star }+A^{\star }B=|A|^{2}|1+e^{-i({\vec {k}}_{i}+{\vec {k}}_{f})\cdot ({\vec {r}}_{1}-{\vec {r}}_{2})}|^{2}=2|A|^{2}{\Big (}1+\cos {\big (}({\vec {k}}_{i}+{\vec {k}}_{f})\cdot ({\vec {r}}_{1}-{\vec {r}}_{2}){\big )}{\Big )}}
dove {\displaystyle {\vec {k}}_{i}} e {\displaystyle {\vec {k}}_{f}} sono i vettori d'onda iniziali e finali dei due fasci. Ovviamente questo termine sarà massimo quando {\displaystyle {\vec {k}}_{i}={\vec {k}}_{f}} (ovvero {\displaystyle \theta =0}) e andrà a diminuire all'aumentare dell'angolo fra i due fasci. In questo senso si può parlare di un cono di retrodiffusione coerente.
Il profilo angolare del cono può essere calcolato sommando su tutti i possibili percorsi che la luce può compiere nel mezzo e integrando sul tempo. Misure di apertura angolare del cono di retrodiffusione coerente vengono utilizzate per misurare il coefficiente di diffusione di materia di mezzi fortemente disperdenti.
Ci sono situazioni, ad esempio la presenza di un forte campo magnetico, che rendono il sistema non reciproco, ovvero la fase accumulata percorrendo un dato cammino in un senso o in un altro è diversa. In questi casi non si osserva il fenomeno del cono di retrodiffusione coerente.

### La localizzazione di Anderson
Proposta per la prima volta da P.W. Anderson nel 1958 (in un articolo che gli valse il Premio Nobel per la fisica nel 1977) la localizzazione di Anderson è un fenomeno dove il normale trasporto diffusivo delle onde (non solo elettromagnetiche ma anche onde di Schrödinger, ovvero elettroni, onde di spin e così via) viene inibito dalla presenza di un forte disordine. Le onde vengono in effetti confinate in una regione limitata del sistema.
Questo ha alcune conseguenze decisamente controintuitive come ad esempio il fatto che il sistema non possa raggiungere l'equilibrio termodinamico e che la resistenza di un mezzo in regime di localizzazione cresca esponenzialmente (invece che linearmente come previsto dalla celeberrima legge di Ohm).
Attualmente la localizzazione di Anderson è oggetto di un acceso dibattito nella comunità scientifica internazionale e molte delle sue proprietà non sono ancora chiare.